# میتسویی سومیتومو

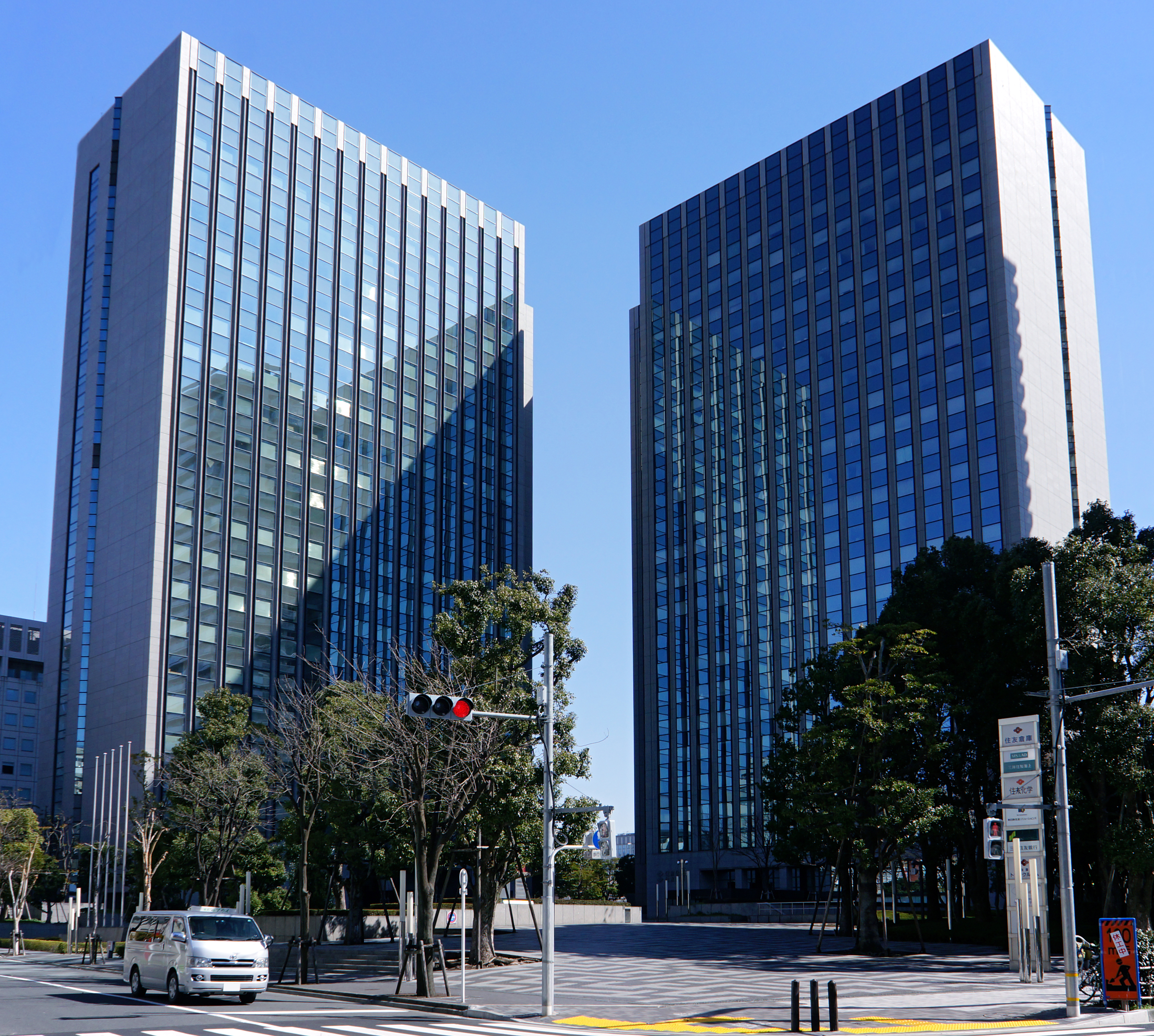
ساختمان مرکزی میتسویی سومیتومو

میتسویی سومیتومو (به ژاپنی: 三井住友) شرکت هلدینگ بیمه ژاپنی است، که در زمینه ارائه خدمات بیمه عمر، بیمه اموال، بیمه‌های عمومی و سرمایه‌گذاری خطرپذیر فعالیت می‌نماید.
شرکت میتسویی سومیتومو در سال ۲۰۰۱ از ادغام شرکت‌های سومیتومو مارین و میتسویی مارین تأسیس شد و در حال حاضر سومین ارائه‌دهنده خدمات بیمه اموال در ژاپن می‌باشد.
دفتر مرکزی این شرکت در شهر چوئو، توکیو، ژاپن قرار دارد و بخشی از سهام آن در بازارهای بورس توکیو، بورس اوساکا و بورس ناگویا معامله می‌شود.